# Petra Hůlová
Petra Hůlová (Praga, 12 de julio de 1979) es una novelista checa.

## Biografía
Tras finalizar la educación secundaria, Petra Hůlova estudió culturología y estudios sobre Mongolia en la Facultad de Artes de la Universidad Carolina de Praga.
Su interés por Mongolia fue suscitado por «un encuentro casual con la película Urga del director Nikita Mijalkov», lo que posteriormente la llevó a estudiar la lengua y la cultura del país asiático. Ha pasado tiempo tanto en Mongolia —donde residió un año como estudiante de intercambio— como en los Estados Unidos de América.

## Obra
Petra Hůlová debutó en el mundo literario con la novela Paměť mojí babičce (2002), acogida con gran entusiasmo por los lectores de la República Checa. De temática inusual, narra la historia de varias generaciones de mujeres mongolas que viven en ciudades y pueblos que lindan con el desierto.
El tema está en perfecta armonía con los intereses académicos de Hůlová, por lo que la narración nunca da la sensación de estar teñida de exotismo ni de ser una descripción de la vida en un país ajeno a la cultura y mentalidad de la autora.
La historia, más que en temas generales, se centra en la existencia de mujeres individuales, cuyas vidas y experiencias acaban confluyendo con el transcurso del tiempo.
Asimismo, la narración se halla salpicada de palabras y giros propios de Mongolia. Paměť mojí babičce recibió en 2003 el Premio Magnesia Litera dentro de la sección de nuevos talentos.
En su segundo trabajo, Přes matný sklo (2004), Hůlová abandonó el «exotismo» asiático para adentrarse en la vida interior de varias personas de Checoslovaquia en la época de la posguerra y en la época posterior a la caída del régimen comunista.
A diferencia de los personajes de su primera novela —que luchan con energía contra las circunstancias adversas—, en esta segunda obra los protagonistas son todos infelices, abocados a un callejón sin salida; pese a sus buenas intenciones, son incapaces de interactuar satisfactoriamente entre ellos e incluso sus relaciones más próximas están lastradas por una falta de entendimiento mutuo.
Este trabajo de Hůlová ha sido considerado como una reminiscencia de la «psicologización» distintiva de Radislav Nenadál y
Irena Dousková.
Stanice Tajga (2008), galardonada con el Premio Josef Škvorecký, es una narración de aventuras y suspense ambientada en la estepa siberiana. Presentada como un caleidoscopio de historias entrelazadas entre sí, ofrece una imagen del choque entre culturas.
De acuerdo a Bára Gregorová «las historias y vidas de los personajes individuales no solo interactúan entre sí, sino también con diferentes líneas de tiempo... se presentan en contraposición dos períodos clave del siglo XX en la historia ruso-soviética: la posguerra llena de esperanza con la omnipresente sovietización y colectivización, frente a la década de 1990 que supuso la desilusión tras la caída del poder soviético».
Sus siguientes obras, Strážci občanského dobra (2010) y Čechy, země zaslíbená (2012), son sátiras sociales de la República Checa contemporánea.
Muy distinta es la posterior Macocha (2014), una cruel confesión de una madre incapaz de encontrar su instinto materno.

## Obras
- Paměť mojí babičce (2002)
- Přes matný sklo (2004)
- Cirkus Les Mémoires (2005)
- Umělohmotný třípokoj (2006)
- Stanice Tajga (2008)
- Strážci občanského dobra (2010)
- Čechy, země zaslíbená (2012)
- Macocha (2014)